# رنگینک ماداگاسکاری
رَنگینَک ماداگاسکاری یا فنچ کشیش آفریقایی (نام علمی: Lepidopygia nana) گونه‌ای پرنده است که نر و ماده آن شبیه به یکدیگر بوده و تشخیص جنس آنان از روی شکل ظاهری پرنده آسان نیست. این پرنده را می‌توان با سایر گونه‌های سهره در یک قفس پرورش داد اما باید توجه داشت که پرنده جای کافی برای جست‌وخیز داشته باشد. پرنده ماده هر بار ۴تا ۷ تخم می‌گذارد و مدت ۱۲ تا ۱۳ روز بر روی تخم‌ها می‌خوابد و پس از خروج جوجه‌ها از تخم باید آنان را به مدت سه هفته در کنار پدر و مادر نگهداشت تا بال‌وپر درآورند. این پرنده در جنگل‌های خشک نیمه گرمسیری و گرمسیری، علفزارها، بوته‌زارها و حتی چشم‌اندازهای مصنوعی یافت می‌شود. وضعیت گونه به عنوان کمترین نگرانی ارزیابی می‌شود.